# Transformers (filme)
Transformers (prt: Transformers - O Filme, ou Transformers; bra: Transformers - O Filme, ou Transformers) é um filme estadunidense de 2007, dos gêneros ação, aventura e ficção científica, de 2007, dirigido por Michael Bay, com roteiro de Roberto Orci e Alex Kurtzman, baseado na franquia homônima.

## Sinopse
Os Transformers — alienígenas gigantes que vivem na Terra camuflados sob a forma de carros, aviões e aparelhos eletrônicos —, batalham por uma fonte de energia escondida em nosso planeta: são os cruéis Decepticons, determinados a dominar o Universo, contra os pacíficos Autobots. Enquanto isso, os adolescentes Sam e Mikaela vivem tranquilamente sua vida sem saber que a fonte tão cobiçada pelos alienígenas está com eles.

## Elenco
- Shia LaBeouf como Sam Witwicky
- Megan Fox como Mikaela Banes
- Josh Duhamel como Capt. William Lennox
- Jon Voight como John Keller, Secretário de Defesa
- Tyrese Gibson como Sgto. Epps
- John Turturro como Seymour Simmons
- Rachael Taylor como Maggie Madsen
- Anthony Anderson como Glenn
- John Robinson como Miles
- Bernie Mac como Bobby Bolivia

### Vozes
- Peter Cullen como Optimus Prime
- Mark Ryan como Bumblebee
- Darius McCrary como Jazz
- Jess Harnell como Ironhide
- Robert Foxworth como Ratchet
- Hugo Weaving como Megatron
- Charlie Adler como Starscream
- Jess Harnell como Barricade
- Reno Wilson como Frenzy
- David Sobolov como Brawl
- Jimmie Wood como Bonecrusher

## Dublagem brasileira
- Estúdio de dublagem: Delart[8]

## Recepção

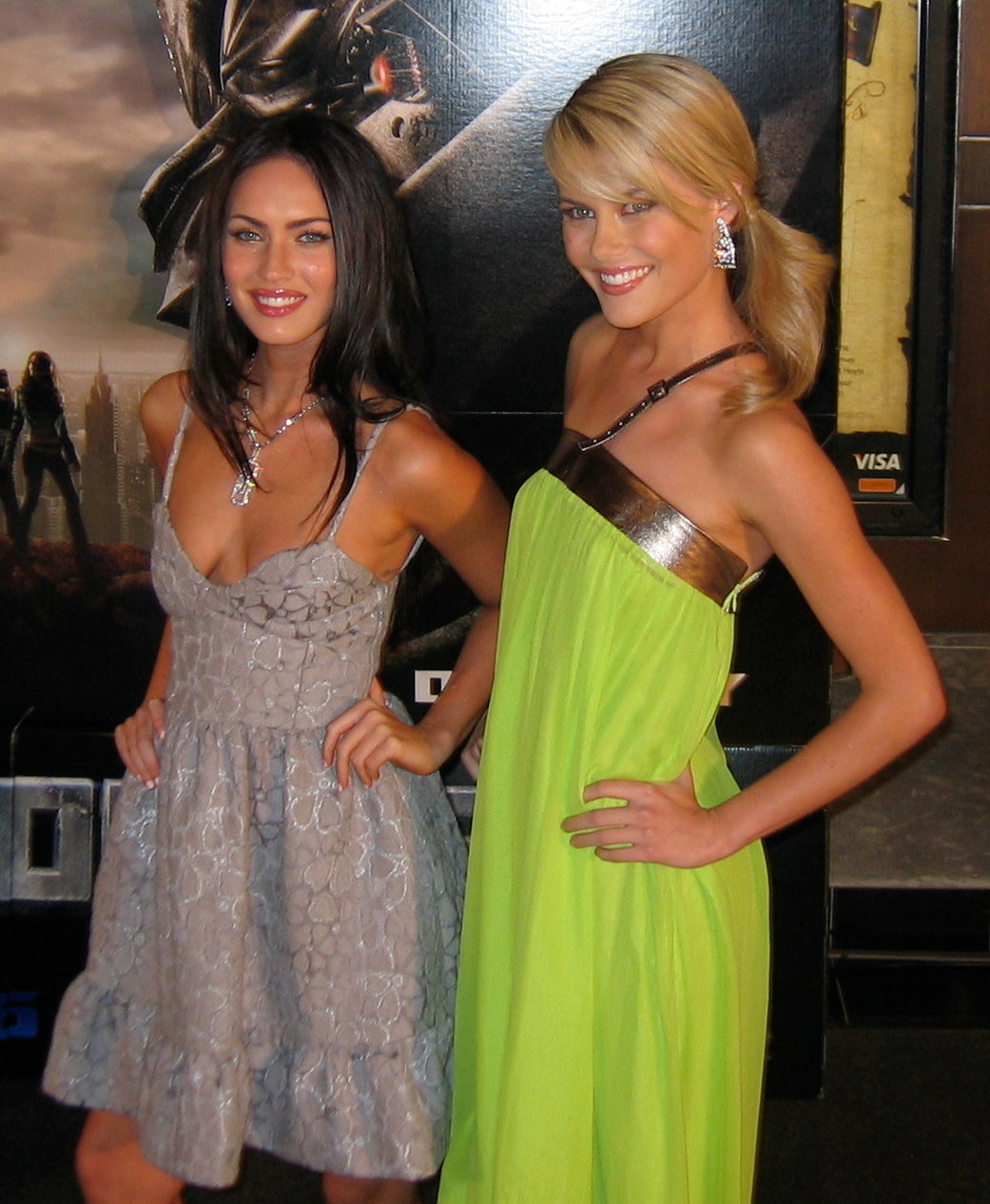
Uma foto de Megan Fox e Rachael Taylor na estreia de Transformers em Sydney, Austrália

Transformers foi bem nas bilheterias, com receita de mais de 300 000 000 de dólares estadunidenses nos Estados Unidos e de mais de 700 000 000 de dólares estadunidenses mundialmente. No Brasil, atraiu mais de 1 900 000 espectadores. As críticas, no geral, foram mistas. Com ressalvas para o roteiro em geral, principalmente as tramas humanas.
No site agregador de críticas Rotten Tomatoes, 57% das 219 resenhas dos críticos são positivas. O consenso diz: "Enquanto personagens verossímeis são difíceis de encontrar em Transformers, os efeitos são surpreendentes e a ação é emocionante".

## Trilha sonora
1. Linkin Park - What I've Done[12]
2. Smashing Pumpkins - Doomsday Clock[12]
3. Disturbed - This Moment[12]
4. Goo Goo Dolls- Before It’s Too Late (tema de Sam e Mikaela)[12]
5. The Used - Pretty Handsome Awkward[12]
6. HIM - Passion’s Killing Floor[12]
7. Taking Back Sunday - What It Feels Like To Be A Ghost?[12]
8. Styles Of Beyond - Second To None[12]
9. Breaking Benjamin - Follow[12]
10. Armor For Sleep - End Of The World[12]
11. Idiot Pilot - Retina and the Sky[12]
12. Julien-K - Technical Difficulties[12]
13. Mute Math - Transformers Theme[12]